# Adam Storke
Adam J. Storke (Nueva York; 18 de agosto de 1962) es un actor estadounidense de cine y televisión.

## Biografía
Storke es hijo de la actriz Angela Thornton y del productor de cine y televisión William Storke.
Estudió en el instituto Eugene O'Neill de Nueva York.
Aunque su carrera por el cine haya pasado prácticamente desapercibida, sus actuaciones en televisión han sido siempre notables, habiendo trabajado en interesantes y célebres producciones.
Su carrera comenzó en 1979, con 17 años, interpretando a John Maple en el telefilm Too Far to Go, de Fielder Cook, donde tuvo la oportunidad de trabajar con grandes actores como Michael Moriarty y Glenn Close.
Empezó a ganarse la fama en televisión con la telenovela Search for Tomorrow (1985), interpretando a Andrew Ryder.
En 1987 apareció primero en la miniserie I'll Take Manhattan, en el rol de Justin Amberville, luego en el telefilm A Special Friendship, interpretando a Tom Gadsden, y por último en otro telefilm titulado A Gathering of Old Men, encarnando el papel de Gil.
Luego de esto, le surgió la oportunidad de trabajar en la película de Donald Petrie y protagonizada por Julia Roberts, Annabeth Gish y Lili Taylor titulada Mystic Pizza (1988), en la que participó interpretando a un joven llamado Charles Gordon Windsor Jr.
En 1989 participó en un episodio de la quinta temporada de Miami Vice titulado "Leap of Faith".
Participó en el telefilm de Tony Richardson titulado El fantasma de la ópera (1990), en el que tuvo un papel más importante que en anteriores producciones, interpretando al Conde Philippe.
Ese mismo año participó en dos series de televisión, primero en L.A. Law (La ley de Los Angeles) y en One Life to Live (Una vida para vivirla).
En 1992 interpretó el papel de Royce en la película de Ate de Jong titulada Autopista al infierno (Highway to Hell), cinta de terror de serie B mezclado con algo de humor, junto con Chad Lowe, hermano del actor Rob Lowe, quien años después también actuaría junto a Storke.
En 1992 participó en el telefilm In My Daughter's Name interpretando a Peter Lipton y en la famosa película de Robert Zemeckis, ganadora de un Premio Óscar, La muerte os sienta tan bien (1992), junto con actores de la talla de Bruce Willis y Meryl Streep; en dicha cinta interpretó el rol de Dakota.
Quizá el papel más destacado de toda su carrera llegó en 1994 con la cinta Apocalipsis (The Stand), dirigida por Mick Garris y basada en una novela del autor Stephen King, una de sus mejores y más extensas obras. Con guion del propio King, Storke no rechazó la oportunidad que le ofrecieron Garris y King y aceptó el papel con mucho gusto. Trabajó en el film junto con grandes actores como Gary Sinise, Molly Ringwald, Rob Lowe, Ruby Dee, Jamey Sheridan y Laura San Giacomo.
En la película interpreta el personaje de Larry Underwood, un cantante de rock que comienza a tener gran éxito debido a una sola canción que le lanza al estrellato; sus ganancias le permiten todo tipo de cosas nuevas, y a raíz de esto, contrae deudas por consumo de drogas en la ciudad donde reside, Los Ángeles. Su vida cambia completamente al no verse afectado por la plaga que está afectando a todo el que le rodea.
Fue protagonista en un episodio de la sexta temporada de la serie Historias de la cripta (Tales From the Crypt), titulado "Surprise Party" (1994) y dirigido por Elliot Silverstein. En esta historia Storke interpreta a un codicioso y arrogante hombre llamado Ray Wells.
De 1994 a 2001, Stroke participó en varios telefilms y en episodios de series; entre ellos cabe destacar su participación en varios episodios de la serie Prey (1998), en la que interpretó a Tom Daniels.
En 2002 encarnó a Dale Hammett en el wéstern para televisión titulado La ley de los fuertes junto con Tom Berenger y Luke Perry.
Más adelante, Storke intervino en algunas series televisivas como Law & Order: Criminal Intent, Crossing Jordan y Over There (2005), donde interpretó al capitán Jonathan Baron.
En 2008 participó en un episodio de la serie New Amsterdam.

## Filmografía

### Cine
- Mystic Pizza (1988) - Charles Gordon Windsor Jr.
- Autopista al infierno (1992) - Royce
- La muerte os sienta tan bien (1992) - Dakota
- Broadway's Finest (2012) - Lewis

### Televisión
- Too Far to Go (1979) (telefilm) - John Maple
- Search For Tomorrow (1985) (serie de televisión) - Andrew Ryder
- I'll Take Manhattan (1987) (miniserie de televisión) - Justin Amberville
- A Special Friendship (1987) (telefilm) - Tom Gadsden
- A Gathering of Old Men (1987) (telefilm) - Gil
- Miami Vice (1989) (serie de televisión) - Ray Mundy
- El fantasma de la ópera (1990) (telefilm) - Conde Philippe de Chagny
- L.A. Law (1990) (serie de televisión) - Daniel Rammel
- One Life to Live (Una vida para vivirla) (1990) (serie de televisión) - Conductor
- In My Daughter's Name (1992) (telefilm) - Peter Lipton
- Perry Mason (1992) (serie de televisión) - Gary Hawkes
- Náufragos del espacio (1993) (telefilm) - Kane
- Apocalipsis (The Stand) (1994) (miniserie de televisión) - Larry Underwood
- Attack of the 5 Ft. Two Woman (1994) (telefilm) - Juan Wayne Babbitt
- Historias de la cripta (1994) (serie de televisión) - Ray Wells
- Two (1995) (telefilm) - Gus McClain
- Escape from Terror: The Teresa Stamper Story (1995) (telefilm) - Paul Stamper
- A Mother's Gift (1995) (telefilm) - Ed Matthews
- Rough Riders (1997) (telefilm) - Stephen Crane
- Prey (1998) (serie de televisión) - Tom Daniels
- El hombre invisible (2001) (serie de televisión) - Prisionero en la celda
- Roughing It (2002) (telefilm) - Seth
- La ley de los fuertes (2002) (miniserie de televisión) - Dale Hammett
- American Dreams (2002-2003) (serie de televisión) - Leo Sandstrom
- Crossing Jordan (2003) (serie de televisión) - John Soriano
- Law & Order: Criminal Intent (2003) (serie de televisión) - Mark Dietrich
- Over There (2005) (serie de televisión) - Capitán Jonathan Baron
- New Amsterdam (2008) (serie de televisión) - Nicolas Spoor
- Westworld (2018) (serie de televisión) - Hombre sofisticado